# Lekkoatletyka na Letnich Igrzyskach Olimpijskich 1984 – sztafeta 4 × 400 m kobiet
Sztafetę 4 × 400 metrów kobiet podczas XXIII Letnich Igrzysk Olimpijskich w Los Angeles rozegrano 10 (eliminacje) i 11 sierpnia 1984 (finał) na stadionie Los Angeles Memorial Coliseum. Zwycięzcą została sztafeta Stanów Zjednoczonych, która biegła w składzie: Lillie Leatherwood, Sherri Howard, Valerie Brisco-Hooks i Chandra Cheeseborough. W finale ustanowiła rekord olimpijski z czasem 3:18,29.

## Rekordy
|                   | Reprezentacja | Zawodniczki                                                      | Czas    | Data                | Miejsce  |
| ----------------- | ------------- | ---------------------------------------------------------------- | ------- | ------------------- | -------- |
| Rekord świata     | NRD           | Gesine Walther, Sabine Busch, Dagmar Rübsam, Marita Koch         | 3:15,92 | 3 czerwca 1984(dts) | Erfurt   |
| Rekord olimpijski | NRD           | Doris Maletzki, Brigitte Rohde, Ellen Streidt, Christina Brehmer | 3:19,23 | 31 lipca 1976(dts)  | Montreal |

## Wyniki
| Poz. - pozycja |
| – rekord świata \| – rekord krajowy \| – rekord życiowy \| = – wyrównany rekord życiowy \| · – najlepszy wynik w sezonie \| = – wyrównany najlepszy wynik w sezonie \| – rekord olimpijski |
| Fn – falstart \| DNF – nie ukończyła \| DNS – nie wystartowała \| DSQ – zdyskwalifikowana                                                                                                  |

### Eliminacje
11 sztafet przystąpiło do biegów eliminacyjnych. Rozegrano dwa biegi. Do finału awansowały po trzy najlepsze sztafety w każdym biegu (Q) oraz dwie z najlepszymi czasami spośród pozostałych (q).

#### Bieg 1
| Poz. | Państwo           | Zawodniczki                                                      | Rezultat | Uwagi |
| ---- | ----------------- | ---------------------------------------------------------------- | -------- | ----- |
| 1    | Stany Zjednoczone | Lillie Leatherwood, Sherri Howard, Diane Dixon, Denean Howard    | 3:22,82  | Q     |
| 2    | Jamajka           | Ilrey Oliver, Cathy Rattray, Andrea Thomas, Grace Jackson        | 3:26,56  | Q,    |
| 3    | Wielka Brytania   | Michelle Scutt, Helen Barnett, Gladys Taylor, Joslyn Hoyte-Smith | 3:27,68  | Q     |
| 4    | Indie             | M. D. Valsamma, Vandana Rao, Shiny Abraham, P. T. Usha           | 3:33,85  | q     |
| 5    | Portoryko         | Evelyn Mathieu, Margaret de Jesús, Angelita Lind, Marie Mathieu  | 3:37,39  | q     |

#### Bieg 2
| Poz. | Państwo           | Zawodniczki                                                                     | Rezultat | Uwagi |
| ---- | ----------------- | ------------------------------------------------------------------------------- | -------- | ----- |
| 1    | Włochy            | Patrizia Lombardo, Cosetta Campana, Giuseppina Cirulli, Erica Rossi             | 3:32,55  | Q     |
| 2    | RFN               | Christina Sussiek, Heike Schulte-Mattler, Nicole Leistenschneider, Gaby Bußmann | 3:33,63  | Q     |
| 3    | Kanada            | Dana Wright, Jillian Richardson, Charmaine Crooks, Marita Payne                 | 3:33,78  | Q     |
| 4    | Antigua i Barbuda | Jocelyn Joseph, Ruperta Charles, Monica Stevens, Laverne Bryan                  | 3:39,32  |       |
| 5    | Ghana             | Martha Appiah, Mercy Addy, Mary Mensah, Grace Bakari                            | 3:40,38  |       |

### Finał
| Poz. | Państwo           | Zawodniczki                                                                    | Rezultat | Uwagi       |
| ---- | ----------------- | ------------------------------------------------------------------------------ | -------- | ----------- |
| 1    | Stany Zjednoczone | Lillie Leatherwood, Sherri Howard, Valerie Brisco-Hooks, Chandra Cheeseborough | 3:18,29  | [ 1 ] [ 4 ] |
| 2    | Kanada            | Charmaine Crooks, Jillian Richardson, Molly Killingbeck, Marita Payne          | 3:21,21  | [ 5 ]       |
| 3    | RFN               | Heike Schulte-Mattler, Ute Thimm, Heidi-Elke Gaugel, Gaby Bußmann              | 3:22,98  | [ 6 ]       |
| 4    | Wielka Brytania   | Michelle Scutt, Helen Barnett, Gladys Taylor, Joslyn Hoyte-Smith               | 3:25,51  | [ 6 ]       |
| 5    | Jamajka           | Ilrey Oliver, Cynthia Green, Cathy Rattray, Grace Jackson                      | 3:27,51  |             |
| 6    | Włochy            | Patrizia Lombardo, Cosetta Campana, Giuseppina Cirulli, Erica Rossi            | 3:30,82  | [ 3 ]       |
| 7    | Indie             | M. D. Valsamma, Vandana Rao, Shiny Abraham, P. T. Usha                         | 3:32,49  |             |
| –    | Portoryko         | Evelyn Mathieu, Madeline de Jesús, Angelita Lind, Marie Mathieu                | DNS      |             |